# Jean-Claude Michéa
Jean-Claude Michéa (* 1950) je francouzský filozof, politolog a esejista. Česky vyšla jeho kniha Tajnosti levice. Od ideálu osvícenství k triumfu neomezeného kapitalismu v překladu Petra Druláka.
V letech 1969 až 1976 byl členem Parti communiste français, z níž vystoupil pro nesouhlas s autoritářstvím komunistických režimů ve východním bloku. Učil na lyceu v Montpellieru do roku 2010, pak odešel na statek v Landes, kde se svojí manželkou snaží vést soběstačný způsob života.
Jeho otec Abel Michéa (1920–1986) byl sportovní novinář a účastník antifašistického odboje.
Je autorem monografie o Georgi Orwellovi, jehož spojení konzervatismu s anarchismem označuje za svůj myšlenkový vzor. Ve svých dílech Michéa tvrdí, že ekonomický liberalismus a kulturní liberalismus jsou spojené nádoby a není možné jedno zavrhovat a druhé podporovat, jak činí současný dominantní proud západní levice. Poté, co se levici podařilo prosadit do politického a mediálního mainstreamu, převzala mentalitu vládnoucí vrstvy a zapomněla na svůj původní program. Odklon od tradičních sociálních otázek k obraně práv menšin je podle Michéy důvodem, proč levicové strany ztrácejí podporu voličů. Michéovými názory se v českém prostředí zabýval Václav Bělohradský.